# Leptocentrus jacobsoni
Leptocentrus jacobsoni är en insektsart som upptäcktes av William D. Funkhouser 1927. Leptocentrus jacobsoni ingår i släktet Leptocentrus, och familjen hornstritar. Inga underarter finns listade.